# متلازمة جانسر
متلازمة جانسر هي اضطراب نفسى نادر الحدوث، يحدث نتيجة التعرض لصدمة نفسية شديدة أو التعرض لسكتة دماغية أو إصابة الرأس أو تعاطى الكحوليات، يتميز بأعراض مشابهة لأعراض الفصام كالهلوسة والارتباك وفقدان الذاكرة بالإضافة إلى أنه عند توجيه الأسئلة إلى المريض يقوم بالرد بإجابات خاطئة أو غير منطقية، وتعالج مثل هذه الحالات نفسيا من قبل أخصائى الطب النفسى.